# آروس (رودخانه)
آروس (به انگلیسی: Arros)، ریزابه راستی از آدور، در جنوب غرب فرانسه است. این رود ۱۳۰٫۲ کیلومتر طول دارد.

## نام
ریشه آروس از -Arr به معنای «سنگ» و پسوند -os گرفته شده‌است.